# Roland Wohlfarth
Roland Wohlfarth (Bocholt, 11 januari 1963) is een voormalig Duits profvoetballer. Hij geldt als de meest trefzekere speler van Bayern München, na Gerd Müller en Karl-Heinz Rummenigge. Wohlfarth was de eerste voetballer in de geschiedenis van de Bundesliga die werd bestraft wegens dopinggebruik.

## Clubcarrière
Wohlfarth begon met voetballen bij het plaatselijke Borussia Bocholt. In 1981 werd hij vervolgens gecontracteerd door MSV Duisburg, dat uitkwam in de Bundesliga. In zijn debuutseizoen scoorde Wohlfarth één keer op het hoogste niveau, waarna de club in 1982 degradeerde naar de 2. Bundesliga. Nadat hij daar twee seizoenen had doorgebracht en topscorer was geworden met dertig treffers in 1983/84, maakte hij in 1984 de overstap naar Bayern München. Hoewel Wohlfarth aanvankelijk werd gehaald voor de breedte, groeide de spits bij de Rekordmeister uit tot een van de meest trefzekere spelers uit de geschiedenis.
Ondanks zijn Torinstinkt was hij niet altijd even onomstreden. Regelmatig diende Wohlfarth bij de start van het nieuwe seizoen op de bank plaats te nemen wanneer er weer nieuwe spitsen als Mark Hughes of Alan McInally waren aangetrokken. Na enkele weken kreeg hij dan echter weer zijn kansen en wist hij ook het net wederom te vinden.
Bij Bayern München werd Wohlfarth twee keer topscorer (1988/89 en 1990/91), vijf keer kampioen en won hij eenmaal de DFB-Pokal. Gedurende acht seizoenen bij de club scoorde de spits 119 doelpunten in 254 duels. Daarmee is hij na Gerd Müller (365) en Karl-Heinz Rummenigge (162) de meest trefzeker speler uit de geschiedenis van Bayern München. Nadat in 1993 trainer Erich Ribbeck besloot om geen beroep meer op Wohlfarth te doen, vertrok hij naar AS Saint-Étienne.
Na een jaar in Frankrijk te hebben doorgebracht, keerde de spits in 1994 terug naar Duitsland en tekende hij bij VfL Bochum. Dat seizoen werd Wohlfarth positief bevonden op het gebruik van doping. De Duitse voetbalbond schorste de spits voor twee maanden, nadat hij was betrapt op een zaalvoetbaltoernooi in Leipzig. In eerste instantie dacht Wohlfarth dat er in Frankrijk iets in zijn bloed was gekomen. Het bleek echter om de eetlustremmer Recatol te gaan, die hem bij een apotheek werd aanbevolen. Wohlfarth kampte al zijn gehele carrière met gewichtsproblemen en in het middel dat hij daar tegen kreeg, bleek de verboden stof norephedrine te zitten.
In 1985 degradeerde VfL Bochum. Het daaropvolgende seizoen werd echter promotie afgedwongen, waarna Wohlfarth nog anderhalf jaar in de Bundesliga speelde. Vervolgens zat hij nog zes maanden bij VfB Leipzig, om zijn carrière in de 2. Bundesliga af te sluiten. Wohlfarth liet zich daarna nog twee keer overhalen om zijn voetbalschoenen weer uit de kast te halen. De spits kwam gedurende twee seizoenen in actie bij amateurclubs Wuppertaler SV (1998/99) en 1. FC Bocholt (1999/00).

## Interlandcarrière
Wohlfarth kwam tijdens zijn gehele carrière slechts tweemaal in actie voor het West-Duitse elftal. Tijdens oefeninterlands tegen Spanje (1986) en Ierland (1989) verscheen hij negentig minuten binnen de lijnen. Dit had deels te maken met de concurrentie van spitsen als Rudi Völler, Jürgen Klinsmann en Karl-Heinz Riedle, maar ook met het feit dat Wohlfarth liever thuis bij zijn familie was. Hij was in 1981 met vier goals topscorer bij het WK voetbal U20 in Australië, een eer die hij moest delen met Ralf Loose, Taher Amer en Mark Koussas. West-Duitsland won de titel bij de derde editie van het jeugdtoernooi. 
- Statistieken over zijn interlandcarrière

## Erelijst
Met Bayern München:
- Bundesliga: 1984/85, 1985/86, 1986/87, 1988/89, 1989/90
- DFB-Pokal: 1985/86
- DFB-Supercup: 1987, 1990

Met VfL Bochum:
- 2. Bundesliga: 1996

Persoonlijke prijzen:
- Topscorer Bundesliga: 1988/89, 1990/91
- Topscorer 2. Bundesliga: 1983/84
- FIFA-wereldkampioenschap voetbal onder 20 Bronzen Bal: 1984